# Agrostis joyceae
Agrostis joyceae är en gräsart som beskrevs av Surrey Wilfrid Laurance Jacobs. Agrostis joyceae ingår i släktet ven, och familjen gräs.
Artens utbredningsområde är New South Wales. Inga underarter finns listade i Catalogue of Life.